# 파타고니아도가머리박쥐
파타고니아도가머리박쥐(Eumops patagonicus)는 큰귀박쥐과에 속하는 아메리카 박쥐의 일종이다. 아르헨티나와 볼리비아, 파라과이에서 발견된다.

## 특징
작은 박쥐로 전체 몸길이가 90~120mm이고 전완장은 42.4~47mm, 꼬리 길이는 30~43mm이다. 발 길이는 7~11mm, 귀 길이는 12~22mm이고 몸무게는 최대 16g이다. 등 쪽 털은 갈색과 회색이지만 배 쪽은 약간 밝은 색을 띤다.

## 생태
나무 구멍 속이나 건물 지붕 아래에 은신한다. 먹이는 연못과 냇가 위를 비행하는 곤충이다.

## 분포 및 서식지
볼리비아 남동부부터 파타고니아 지역까지 널리 분포한다. 그란차코 지대의 가시 숲에서 서식한다.

## 아종
2종의 아종이 알려져 있다.
- E. p. patagonicus - 아르헨티나 중동부 추부트주
- E. p. beckeri (Sanborn, 1932) - 볼리비아 남동부, 파라과이, 부에노스아이레스까지 아르헨티나 북부